# Wissett
Wissett är en by och en civil parish i distriktet East Suffolk i Storbritannien. Den ligger i grevskapet Suffolk och riksdelen England, i den sydöstra delen av landet, 140 km nordost om huvudstaden London. Orten har 252 invånare (2001).